# Mihail Bronștein

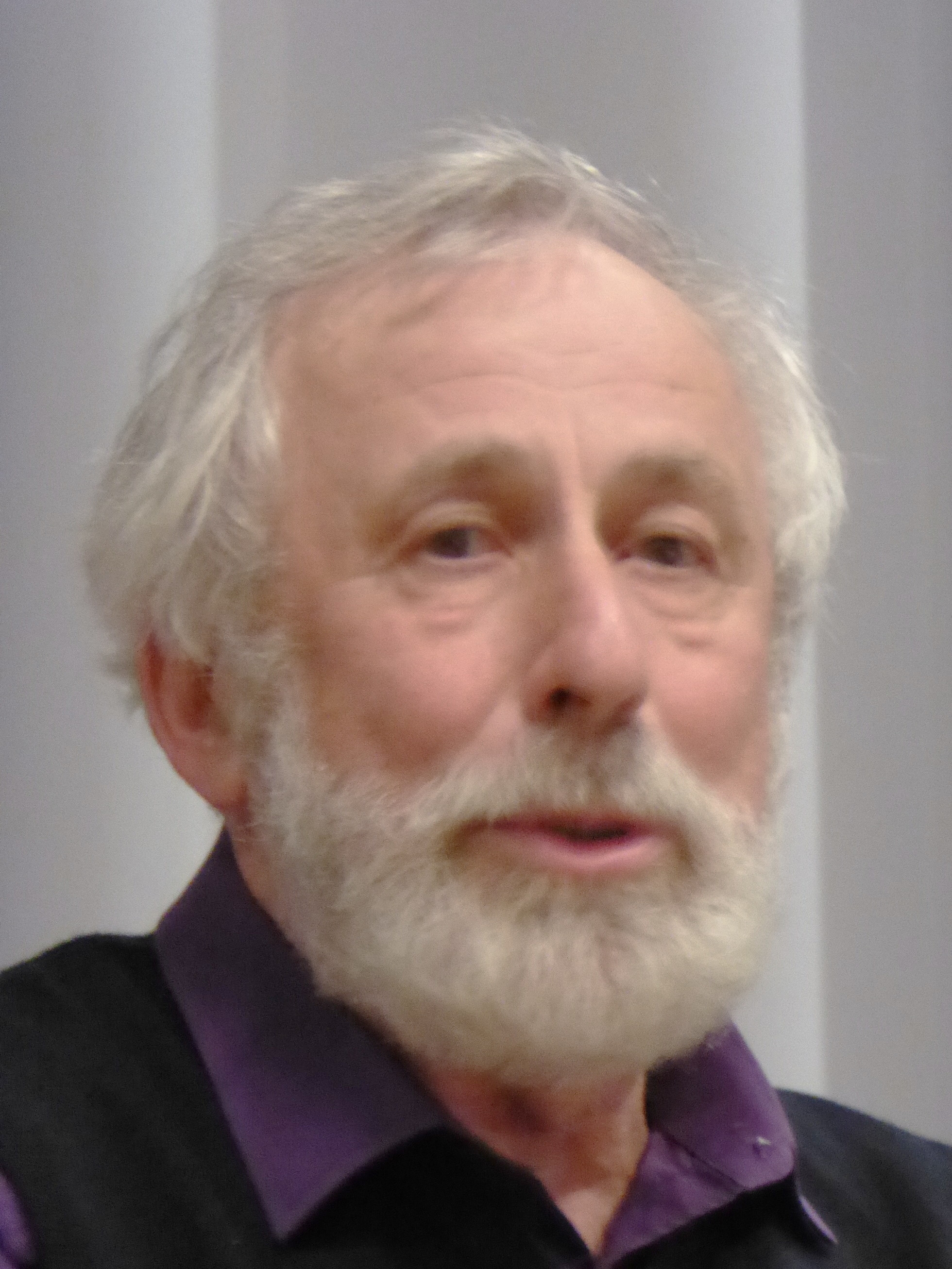
Mikaelo Bronŝtejn, 2016

Mihail (Moisei Kalevici) Bronștein (în rusă Михаил Бронштейн; esperanto Mikaelo Bronŝtejn; idiș משה בראָנשטיין (Moșe Bronștein); pseudonime: Brown Stone, Brownstone, n. 7 iulie 1949, Proskuriv, RSS Ucraineană, URSS) este un esperantist evreu din Rusia. 
La vârsta de 18 ani s-a mutat în Rusia pentru a studia și a rămas acolo până astăzi. În 1972 a studiat electrotehnica și jurnalismul. A lucrat ca inginer la Tihvin și Vorkuta. Acum locuiește in Tihvin și lucrează ca director al unei firme de construcții.  
Mikaelo Bronŝtejn a devenit esperantist în 1962. A scris câteva sute de poezii și cântece înregistrate pe CD-uri. În plus, el a scris și a tradus 23 de cărți. El a fost anterior președinte al Mișcării Tineretului Esperanto Sovietic și a condus programele artistice la Congresele Mondiale de Esperanto. În 2003 a devenit laureat al premiului literar "Antoni Grabowski". De asemenea, scrie poezii în limba rusă. 
A participat la volumul festiv: În lume a venit o nouă limbă, al lui Ulrich Lins. 

## Lucrări originale
- Legendele despre SEJM ( prima ediție - 1992, ediția a doua - 1997, ediția a 3-a - 2006 )
- Unul nu trage în Jamburg ( 1993 )
- Mammothine Mice ( 1995 )
- Aici, din nou ... ( 1997 )
- Două limbi ( 2001 ) - versiunea originală
- Zece zile de căpitan Postnikov - un roman istoric despre evenimentele din Rusia în esperanto pentru o sută de ani în urmă ( 2004 ).  , ISBN 5860380275 .
- Odată, când ... ( 2005 ) - versiunea originală.
- Zece zile de căpitan Postnikov ( Десять дней капитана Постникова ) - în limba rusă ( 2007 ).
- Kajto ( 2008 ) - versiunea originală.
- Lecții pentru un băiat ( 2009 ) - noutate originală
- Orasul Globlinsk (2010), Impeto, Moscova, 304 p.
- Stelele mele s-au alăturat revitalizării (2016), Impeto, Moscova, 564 p.
- " Amintiri personale. " În: Javier Alcalde și José Salguero (roșu. ), Înainte de un secol Esperanto și Primul Război Mondial, Paris, SAT-EFK, 2018. ISBN 978-2-918053-18-7 .

### În ziare
- Nu vor trece (No pasarán), Beletra Almanako, nº 19, februarie 2014, New York City, în întreaga lume. ISBN 9781595692771, ISSN 1937-3325. pp. 6-17.

## CD-uri și casete
- Iubiți, iubiți, iubiți ... (casete) ( 1997 )
- Un pic bun de Bruna Ŝtono (Piatră Brună) ( 2001 )
- Esperanto meu ( 2003 )
- Numele meu nu contează ( 2004 ) - in colectia de Melodii de Aur
- Primăvara Bluejeans ( 2006 )

## Traduceri în esperanto
- Arkadij și Boris Strugackij - Picnic la marginea drumului / Imagini de Leonid ANDREEV. Responsabil de editare de Alexandr Șevcenco . Adăugată de Aleksandr GOFEN, Dmitrij PEREVALOV, Elena Șevcenco. - Moscova: Impeto, 1996. - 190 de pagini. Original: Piknik na oboþine
- Arkadij și Boris Strugackij Curcubeul departe / picturile lui Vjukeslav TE. Responsabil de editare de Alexander ShEVENESS . - Moscova: Impeto, 1997. - 130 de pagini. Original: Dalekaja timid
- Arkadij și Boris Strugackij A doua invazie a marțienilor / editată de Elena ShEVENKEN. Imagini ale lui Vjaxeslav TE. Responsabil de editare de Alexander ShEVENESS . - Moscova: Impeto, 1998. - 111 pagini. Original: Vtoroje naŝestvie marsian
- Aleksandr Pușkin, Lucrări selectate - Moscova: Impetus - 1998, 2000 . Compilator și jucător de plumb Miguel Bronteys.
- Arkadij și Boris Strugackij Insula locuită / editată Elena ȘEVENKEN, Nicolae GUDSKOV. Imagini ale lui Vjaxeslav TE. Responsabil de editare de Alexander ShEVENESS . - Moscova: Impeto, 2004. - 304 de pagini. Original: Obitaemij island
- Arkadij și Boris Strugackij Încep luni sâmbăta. Imagini ale lui Vjaxeslav TE. Responsabil de editare de Alexander ShEVENESS . - Moscova: Impetus, 2005. Originalul: Ponedelnik naĉinaetsja v subbotu
- Arkadij și Boris Strugackij Heliko pe pantă. Imagini ale lui Vjaxeslav TE. Responsabil de editare de Alexander ShEVENESS . - Moscova: Impeto, 2007. Original: Ulitka are schiuri

### Recenzii
- Despre cartea lui Harvard SEJM Legends Arhivat în 26 decembrie 2005, la Wayback Machine.
- Despre cărțile mamei lui Mammoth Arhivat în 24 februarie 2005, la Wayback Machine.  Arhivat în 24 februarie 2005, la Wayback Machine.

### Biografie
- http://christophe.lavarenne.free.fr/vorkuta.html

### Fotografii
- Fotografii la Esperanto3000

1. ↑  Czech National Authority Database, accesat în 9 iunie 2024